# Beralade
Beralade is een geslacht van vlinders van de familie spinners (Lasiocampidae), uit de onderfamilie Lasiocampinae.

## Soorten
- B. bettoni Aurivillius, 1905
- B. bistrigata Strand, 1909
- B. continua Aurivillius, 1905
- B. convergens Hering, 1932
- B. curvistriga Hering, 1929
- B. fulvostriata Pagenstecher, 1903
- B. gibbonsi (Wiltshire, 1947)
- B. jordani Tams, 1936
- B. niphoessa Strand, 1909
- B. obliquata (Klug, 1830)
- B. pelodes (Tams, 1937)
- B. perobliqua Walker, 1855
- B. pulla Strand, 1909
- B. pygmula Strand, 1911
- B. signinervis Strand, 1912
- B. simplex Aurivillius, 1905
- B. sobrina (Druce, 1900)
- B. sorana (Le Cerf, 1922)
- B. unistriga Hering, 1928
- B. wallengreni (Aurivillius, 1892)